# Al Qaida
Al Qaida, vaak ook getranscribeerd als Al-Kaida of Al Qaeda (القاعدة in het Arabisch (al-Qā‘idah), letterlijk de basis), is een moslimfundamentalistische paramilitaire beweging die door velen wordt beschouwd als een terroristische organisatie. Al Qaida opereert meer als een netwerk dan als een organisatie. De organisatie voert zelf terroristische aanslagen uit, maar verleent ook diensten (zoals logistieke ondersteuning en training) aan andere terreurorganisaties.
Sinds de aanslagen op 11 september 2001 in onder andere New York wordt de organisatie door de Verenigde Naties, de Europese Unie, de Verenigde Staten, Israël, Australië, Brazilië, Canada, India, Japan, NAVO, Rusland en Zuid-Korea als terroristische organisatie bestempeld.

## Doel
Het ultieme doel van Al Qaida is het stichten van een verenigd volk naar het model van het voormalige kalifaat. Al Qaida richt zich daarbij naar eigen zeggen in eerste instantie op islamitische landen die in de ogen van Al Qaida onvoldoende volgens de regels van de islam geleid worden. In deze landen wil Al Qaida het regime vervangen door een op moslimfundamentalisme gebaseerd regime, wat onder andere de invoering van de sharia inhoudt. De organisatie ziet de invloed van het Westen, vooral de Verenigde Staten en Israël, als strijdig met dit doel; Al Qaida wil daarom alle westerse invloed uit moslimlanden verbannen. In een fatwa uit 1998 roept Al Qaida elke moslim op om Amerikanen en hun bondgenoten te doden, volgens de fatwa is dat de wil van Allah en een individuele plicht van elke moslim. Volgens Al Qaida worden moslims onderdrukt door het Westen, de aanstichters van die onderdrukking zijn in de ogen van Al Qaida zionisten die gesteund worden door het Westen. Daarmee hebben Israël en het Westen de oorlog verklaard aan Allah en alle moslims, aldus de fatwa. De fatwa is ondertekend door Osama bin Laden (1957-2011), de ex-leider van Al Qaida, en door Ayman al-Zawahiri (1951-2022), de toenmalige leider van de Egyptische Islamitische Jihad en andere islamitische terreurorganisaties.
Omdat over Al Qaida veel onbekend is, is ook niet iedereen het eens over de reikwijdte van het doel van de beweging.

## Ontstaan
De groep werd in 1988 opgericht door Osama bin Laden. De groep is fundamentalistisch-islamitisch van aard en verzet zich vooral tegen de invloed van de westerse wereld, in het bijzonder de Verenigde Staten, in de islamitische wereld. Aanhangers van de beweging stellen dat het geen terroristische organisatie is, maar dat deze handelt in overeenstemming met de islamitische wet. Deze niet-geestelijken passen echter die islamitische wetten toe zonder de islamitische leermeesters te consulteren. Zij erkennen de tafsir die in de loop van de eeuwen door islamitische juristen werden gemaakt, niet.
Al Qaida is ontstaan uit een verzetsgroep tijdens de Afghaanse Oorlog (1979-1989). In die tijd verenigden alle islamitisch-fundamentalistische groeperingen in Afghanistan zich tot de "moedjahedien" wat "strijders" betekent. De Verenigde Staten steunden hen financieel via de Inter-Services Intelligence (ISI), de veiligheidsdienst van Pakistan. Het betreffende programma van de CIA heette Operatie Cyclone.
De moedjahedien hadden tijdens deze oorlog als gemeenschappelijk doel de Sovjettroepen en de communistische regering te verdrijven. Toch verschilden deze groeperingen sterk van elkaar. Ze baseerden zich op de Koran en Hadith maar in hun interpretatie zaten grote verschillen. Toen de oorlog eindigde begonnen deze groeperingen elkaar te bestrijden. De overwinning in Afghanistan van de moedjahedien op de Sovjet-Unie in 1989 gaf Osama Bin Laden de inspiratie tot de oprichting van Al Qaida omdat grote westerse landen blijkbaar overwonnen konden worden. Daardoor werden ze gemotiveerd om de Verenigde Staten en het Westen zelf aan te vallen, dit mede omdat deze gewenste/verplichte strijd (zie het werk Mijlpalen van Said Qutb) door de islamitische landen en leiders uitbleef.
De situatie in Afghanistan bleef onrustig tot 1994. Toen grepen de Taliban de macht in Afghanistan. Zij boden een veilige haven voor Al Qaida. Osama bin Laden had vanaf 2005 al niets meer van zich laten horen toen hij op 2 mei 2011 werd gedood tijdens een gerichte Amerikaanse actie. Zijn dood betekende niet het einde, maar toch een pijnlijke nederlaag voor Al Qaida.

## Al Qaida als organisatie
Sommigen stellen dat er geen sprake is van een centraal geleide organisatie, maar meer van een netwerk van onafhankelijke groepen met min of meer dezelfde islamitische ideologie. Deze groepen hebben mogelijk wel onderling contact en kunnen in voorkomende gevallen met elkaar samenwerken. In deze situatie valt er geen organisatie op te rollen omdat de terreur blijkbaar voortkomt uit de opvattingen binnen (delen van) de gehele gemeenschap van fundamentalistische moslims zoals wordt verwoord in de oproep tot de verplichte jihad in het in die kringen invloedrijke werk van de islamist Said Qutb zoals zijn bekendste boek Mijlpalen.
De BBC-documentairereeks The Power of Nightmares is sterk gericht op deze twijfel.
Na de oorlogen in Afghanistan zijn er verschillende ondertakken van Al Qaida:
- In Jemen en Saoedi-Arabië: Al Qaida op het Arabisch Schiereiland
- In Somalië: Al Shabaab
- In Syrië: Jabhat al-Nusra
- In Algerije: Al Qaida in de Islamitische Maghreb
- Op het Indische subcontinent: Al Qaida op het Indische subcontinent

## Leden en vermeende leden
Omdat er twijfel is over de mate van centrale leiding van Al Qaida, kan men moeilijk over "leden" spreken. Het nieuws over de "strijd tegen terrorisme" duidt echter veel met elkaar samenwerkende personen als zodanig aan. Dat betreft onder meer:
1. Osama bin Laden (2 mei 2011 in Abbottabad, Pakistan, gedood door een speciale eenheid van de Amerikaanse strijdkrachten[12])
2. Ayman al-Zawahiri, opvolger van Bin Laden (31 juli 2022 door Amerikanen om het leven gebracht bij droneaanval)
3. Saif al-Adel, in 2011 aangesteld als interim-leider na de dood van Osama bin Laden
4. Khalid Sjeik Mohammed, gedetineerd in Guantanamo Bay
5. Abu Hamza Rabia (3 december 2005 in Noord-Waziristan gedood bij een helikopteraanval door Pakistaanse strijdkrachten)
6. Abu Faraj al-Libi (2 mei 2005 gearresteerd door de Pakistaanse geheime dienst ISI)
7. Amjad Farooqi (25 september 2004 omgekomen tijdens een vuurgevecht met Pakistaanse veiligheidstroepen in Nawabshah, Pakistan)
8. Abu Musab al-Zarqawi (7 juni 2006 gedood bij een luchtaanval in Irak)
9. Mustafa Setmariam Nasar
10. Mustafa Abu al-Yazid (in mei 2010 gedood bij raketaanval in Pakistan;[13] hij beheerde de Al Qaida-fondsen bij de Bayt al-Mal-bank in Jani Khel[14])
11. Abu Hamza al-Muhajir (18 april 2010 gedood door Amerikaanse en Iraakse troepen in de buurt van Tikrit)
12. Anwar al-Awlaki (30 september 2011, gedood door Amerikaanse MQ-1 Predator-drones[15])

De Jemenitische president Abd Rabbuh Mansur Al-Hadi verklaarde in 2014 dat 70% van alle Al Qaidastrijders in Jemen uit andere landen komt. Hij noemde hierbij Nederland, Brazilië, Australië en Frankrijk. De Nederlandse minister Plasterk van Binnenlandse Zaken kon niet zeggen om hoeveel jihadstrijders het ging.

## Terroristische acties
Deze zijn vaak (gelijktijdige) zelfmoordaanslagen met bommen, die niet veel geld maar wel een precieze organisatie vergen. Acties die door Al Qaida zijn opgeëist of door anderen aan de groepering worden toegeschreven zijn onder meer:

### 1992-2000
- Bomaanslagen bij twee hotels in Aden, Jemen (29 december 1992). Een Australiër en een Jemeniet komen om.
- Bomaanslag op het World Trade Center in New York (1993).[17]
- Gevechten in Somalië (1993).[18][19][20]
- Plannen voor simultane bomaanslagen op vliegtuigen en aanslag op Paus Johannes Paulus II tijdens diens bezoek aan de Filipijnen (Bojinka-complot) (verijdeld/afgebroken 1995).
- Bomaanslag tegen Amerikaans legerpersoneel in Dharaan (Saoedi-Arabië) (1996).
- Terroristische aanslag in Luxor (Egypte) op toeristen (1997).
- Bomaanslagen op de Amerikaanse ambassades in Nairobi en Dar es Salaam (1998).
- Zelfmoordaanslag op het Amerikaanse marineschip USS Cole (2000) in de haven van Aden in Jemen.
- Voorbereiding in maart 2000 van een aanslag op de kernreactor Lucas Heights, in een voorstad van Sydney niet ver van het Olympisch Stadion (ontdekt door de Nieuw-Zeelandse politie en verijdeld door de Australische veiligheidsdiensten).[21]

### 2001-2014

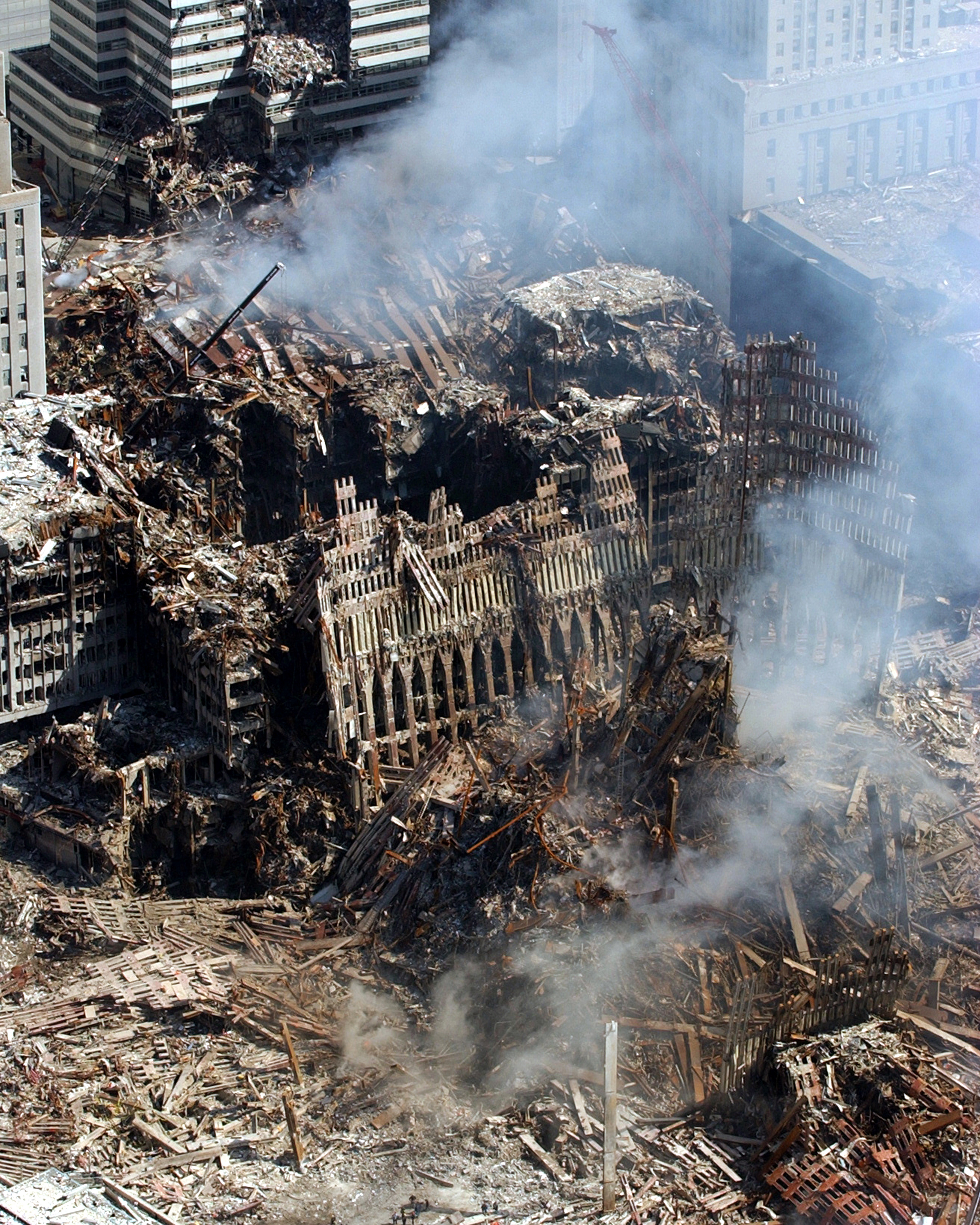
Foto van na de aanslagen op 11 september

- Kaping van een viertal vliegtuigen, waarvan vervolgens twee tegen het World Trade Center in New York en een derde tegen het Pentagon aanvlogen. Hierbij stortte het World Trade Center in en vielen bijna 3000 slachtoffers (aanslagen op 11 september 2001).
- Plannen voor een aanslag op de Amerikaanse ambassade in Parijs (afgebroken in 2001).
- Bomaanslag op de El-Ghriba-synagoge in Djerba (Tunesië) (2002), waarbij onder meer Duitse toeristen om het leven kwamen.
- Ontvoering van en moord op de Wall Street Journal-journalist Daniel Pearl.
- Zelfmoordaanslagen op door buitenlanders bewoonde appartementencomplexen in Riyad op 12 mei en 8 november 2003.
- Vier bomaanslagen in Istanboel in november 2003: twee tegen synagogen op 15 november 2003 en tegen een bank en het Britse consulaat op 20 november.
- Aanslagen op sjiieten tijdens het Asjoerafeest in Irak en Pakistan. Er vallen meer dan 226 sjiitische slachtoffers. Al Qaida ontkent verantwoordelijkheid volgens een onbevestigd bericht uit Iran (2 maart 2004).
- Bomaanslagen op forensentreinen in Madrid. Hierbij vallen 191 doden en ongeveer 1400 gewonden. Van 13 bommen ontploffen er 10. De Spaanse regering zegt in het bezit te zijn van een videocassette waarin Al Qaida de verantwoordelijkheid opeist (11 maart 2004).
- Onthoofding van een aantal Amerikanen in Irak, onder wie Nick Berg (2004).
- De aanslagen op het openbaar vervoer in Londen (7 juli 2005) waarbij 56 doden vielen, herhaaldelijk in videoboodschappen opgeëist door Al Zawahari. Een van de daders kwam ook in deze videoboodschap aan het woord.
- Een zelfmoordaanslag in Jordanië, waarbij 67 mensen om het leven kwamen (9 november 2005).
- Bomaanslag op een militaire basis in Libanon na het verstrijken van een ultimatum aan de Libanese regering om 15 gevangengenomen strijders vrij te laten (2 februari 2006).
- Een aanslag in de Algerijnse hoofdstad Algiers kost 30 mensen het leven (11 april 2007).
- Op 27 december 2007 wordt de Pakistaanse oud-premier Benazir Bhutto in Rawalpindi door een zelfmoordaanslag om het leven gebracht. Een dag later eist Al Qaida de verantwoordelijkheid op.
- Poging tot aanslag op Northwest Airlines vlucht 253 onderweg van Amsterdam naar Detroit, door de Nigeriaan Umar Farouk Abdulmutallab (25 december 2009).
- Bomaanslag in Ibb (Jemen) in december 2014.